# Mimosa schleidenii
Mimosa schleidenii är en ärtväxtart som beskrevs av Wilhelm Franz Herter. Mimosa schleidenii ingår i släktet mimosor, och familjen ärtväxter. Inga underarter finns listade i Catalogue of Life.